# シェリー・コン
シェリー・デボラ・コン（Shelley Deborah Conn、1976年9月21日 - ）は、イギリスの女優。Netflixのヒットドラマ、『ブリジャートン家』のレディ・メアリー・シャルマ役、映画『ノッティングヒルの洋菓子店』でのイザベラ役、スピルバーグのテレビドラマ『Terra Nova 〜未来創世記』のエリザベス・シャノン医師役、ニール・ゲイマンの『グッド・オーメンズ』でのベルゼブブ役、Amazon Prime Videoの『ザ・ボーイズ』およびスピンオフ作品『ジェン・ブイ』への出演などで知られている。

## 生い立ちと教育
コンはロンドン北部のバーネット・ロンドン自治区で英印系両親のもとに生まれた。ポルトガル、ビルマ、およびインドの血を引いている。ベイジングストークのクイーン・メアリー大学およびウェッバー・ダグラス演劇学校でまなんだ。コンはブレトン・ホールで訓練された。ベイジングストークでクランボーン・スクールに通った。

## キャリア
演劇学校卒業後は、BBCのドラマ Party Animals のアシーカ・チャンディラマニ役で人気をつかむまでは、さまざまなイギリス映画に端役として出演した。2001年に、BBC1の Mersey Beat のミリアム・ダ・シルヴァ巡査役に抜擢され、 Casualty にも不定期に繰り返し出演した。2002年、コンはギールグッド・シアターでのロイヤル・シェイクスピア・カンパニーがジャコビアン・シーズンにストラトフォード＝アポン＝エイヴォンから移った後に、2002年12月にウェスト・エンドで上演された The Island Princess、「東行きだよーお！」（Eastward Ho!）および The Roman Actor の3作の舞台にたった。
コンはテレビ、映画および舞台に出演し、さまざまな低予算のヨーロッパ映画やイギリス映画、それにBBCの The Innocence Project などのキャラクタードラマで一連の主役を演じており、時にはロイヤル・シェークスピア・カンパニーでも出演した。2004年にはBBC Oneの人気シリーズ Down to Earth の第5シーズンに参加した。2008年前半には、The Palace にミランダ・ヒル役で出演し、『ミストレス 愛人たちの秘密』のジェシカ役、『ロンドン警視庁犯罪ファイル』のニーラ・サンジャニ役を演じた。2008年に、Dead Set にクレア役で出演した。2010年、トレビドラマ『反撃のレスキュー・ミッション』にダニー・プレンディヴィル役で出演した。
2011年9月16日に初放送された予算1,500万ドルのテレビドラマ『Terra Nova 〜未来創世記』の主要登場人物の一人にスピルバーグによって選ばれた。2014年、アメリカのテレビドラマ The Lottery に出演した。
コンは、ジュリア・クインのブリジャートン・シリーズの2冊目『不機嫌な子爵の見る夢は』をもとしにした、Netflixの恋愛時代ドラマ『ブリジャートン家』の第2シーズンにメアリー・シャルマ役で出演した。このシリーズは2022年3月に公開された。

## 私生活
コンはロンドン在住で、俳優仲間のジョナサン・ケリガンと結婚し、2012年に男児を出産した。
2006年のロンドンマラソンに出場した。

## 出演作品
| 年          | 作品名                                    | 役名                                       | 備考                  |
| ----------- | ----------------------------------------- | ------------------------------------------ | --------------------- |
| 2000年      | The Last Musketeer                        | Uzma                                       |                       |
| 2000年      | City Central                              | Naz                                        |                       |
| 2000年      | Maybe Baby                                | Nurse 2                                    |                       |
| 2000年      | Attachments                               | Carrie Knowles                             |                       |
| 2000年      | Down to Earth                             | Kerry Jamil                                | Series 5              |
| 2000年—2002 | Casualty                                  | Daljit Ramanee                             | 3 episodes            |
| 2001年      | Hawkins                                   | Sharim Raziq                               |                       |
| 2001年      | Mersey Beat                               | PC Miriam Da Silva                         |                       |
| 2002年      | Man and Boy                               | Jasmin                                     |                       |
| 2002年      | 『抱擁』                                  | キャンディ                                 |                       |
| 2003年      | Second Generation                         | Amba                                       |                       |
| 2005年      | 『チャーリーとチョコレート工場』          | ポンディチェリー王女                       |                       |
| 2005年      | Transit                                   | Asha                                       |                       |
| 2006年      | L' Entente cordiale                       | Punam                                      |                       |
| 2006年      | 『ニーナの幸せレストラン』                | ニーナ                                     |                       |
| 2006年      | The Innocence Project                     | Dr Eve Walker                              |                       |
| 2007年      | Party Animals                             | Ashika Chandiramani                        |                       |
| 2008年–2010 | 『ミストレス 愛人たちの秘密』             | ジェシカ・フレイザー                       |                       |
| 2008年      | The Palace                                | Miranda Hill                               |                       |
| 2008年      | 『ロンドン警視庁犯罪ファイル』            | ニーラ                                     |                       |
| 2008年      | Raw                                       | Tanya                                      |                       |
| 2008年      | Dead Set                                  | Claire                                     |                       |
| 2010年      | Marchlands                                | Nisha                                      |                       |
| 2010年      | 『幸せの始まりは』                        | テリー                                     |                       |
| 2010年      | 『反撃のレスキュー・ミッション』          | ダニー・プレンディヴィル                   |                       |
| 2011年      | 『Terra Nova 〜未来創世記』               | エリザベス・シャノン                       | 13エピソード          |
| 2012年      | 『法医学捜査班 silent witness』           | コニー・ジェイムズ刑事警部補               | 2エピソード           |
| 2013年      | Heading Out                               | Eve                                        |                       |
| 2013年      | By Any Means                              | Jessica Jones                              |                       |
| 2014年      | The Lottery                               | Gabrielle Westwood                         |                       |
| 2014年      | 『24 -TWENTY FOUR- リブ・アナザー・デイ』 | ヘレン・マッカーシー警部                   | 1エピソード           |
| 2015年      | W1A                                       | News Anchor                                | 1エピソード           |
| 2016年      | Heartbeat                                 | Millicent Patel                            |                       |
| 2017年      | Back                                      | Annie                                      |                       |
| 2017年–2020 | Liar                                      | DI Vanessa Harmon                          | 12エピソード          |
| 2019年      | 『ミステリー in パラダイス』              | マリーナ・シェファード                     | 第8シーズン第2話      |
| 2019年      | 『ザ・ルーク』                            | ダニエル・ウルフ                           | 4エピソード           |
| 2020年      | 『ノッティングヒルの洋菓子店』            | イザベラ                                   |                       |
| 2020年      | The Deceived                              | Ruth                                       |                       |
| 2021        | Four Lives                                | Nadia Persaud                              |                       |
| 2022        | 『ブリジャートン家』                      | レディ・メアリー・シェフィールド・シャルマ | 主要人物（シーズン2） |
| 2023        | 『グッド・オーメンズ』                    | ベルゼブブ                                 |                       |
| 2023        | 『ジェン・ブイ』                          | インディラ・シェティ                       | 主要人物              |